# Pierre Jutand
Pierre Jutand est un peintre français né le 27 décembre 1935 dans le 11e arrondissement de Paris et mort le 21 mars 2019 à Dijon.

## Biographie
Après une enfance vécue à Enghien-les-Bains, Pierre Jutand est élève de l'École Boulle à Paris. Il entre en 1955 à l'École nationale supérieure des arts décoratifs où il est élève de Jules Cavaillès avant de fréquenter l'atelier de Marcel Gromaire, puis, en 1956, d'obtenir deux bourses d'études, l'une au château de Collioure, l'autre aux Pays-Bas. En 1957, il poursuit ses études chez Maurice Brianchon à l'École nationale supérieure des beaux-arts. Il travaille ensuite la tapisserie avec Jean Lurçat, séjournant à plusieurs reprises auprès de ce dernier au château de Saint-Céré (Lot). Pierre Jutand se souvient : « Lurçat ne peignait plus à l'époque mais faisait de la tapisserie, des grands cartons avec lesquels il est devenu célèbre. Il avait tellement de commandes qu'il prenait des élèves pour l'aider sur des périodes de trois à quatre mois ». Appelé sous les drapeaux en 1958, Pierre Jutand effectue son service militaire en Algérie.

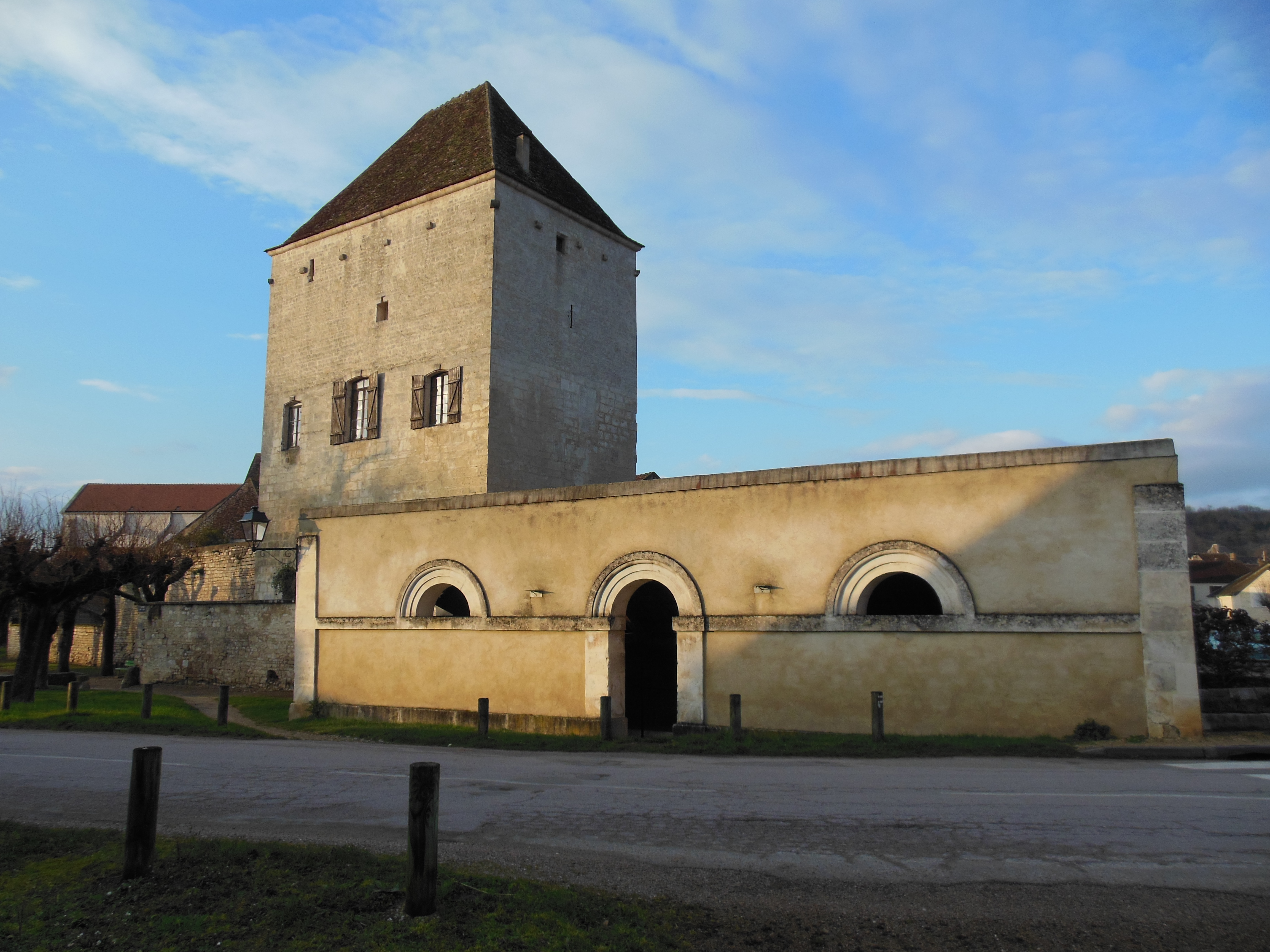
Cravant (Yonne)

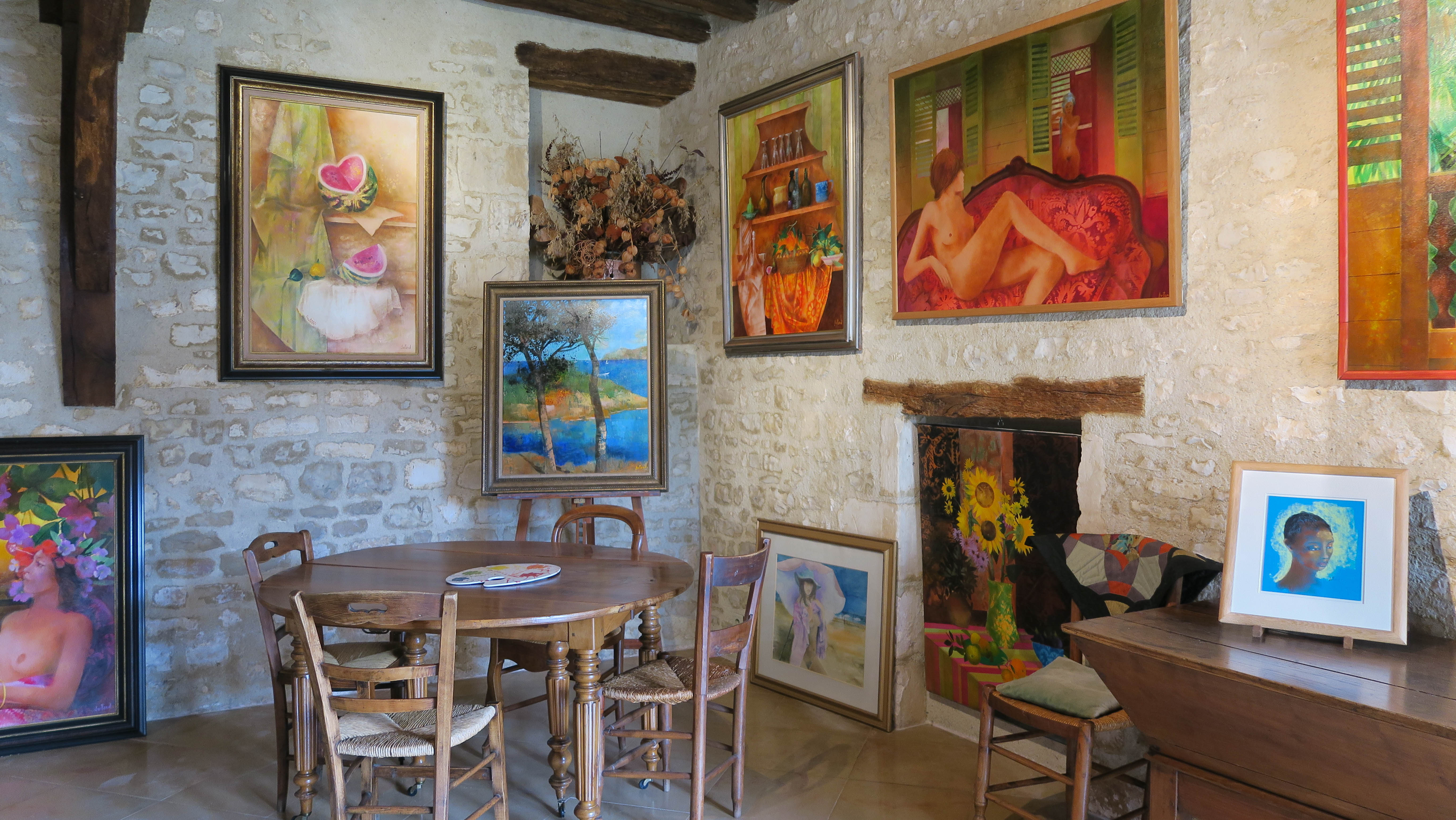
Atelier de Pierre Jutand à Cravant en 2016.

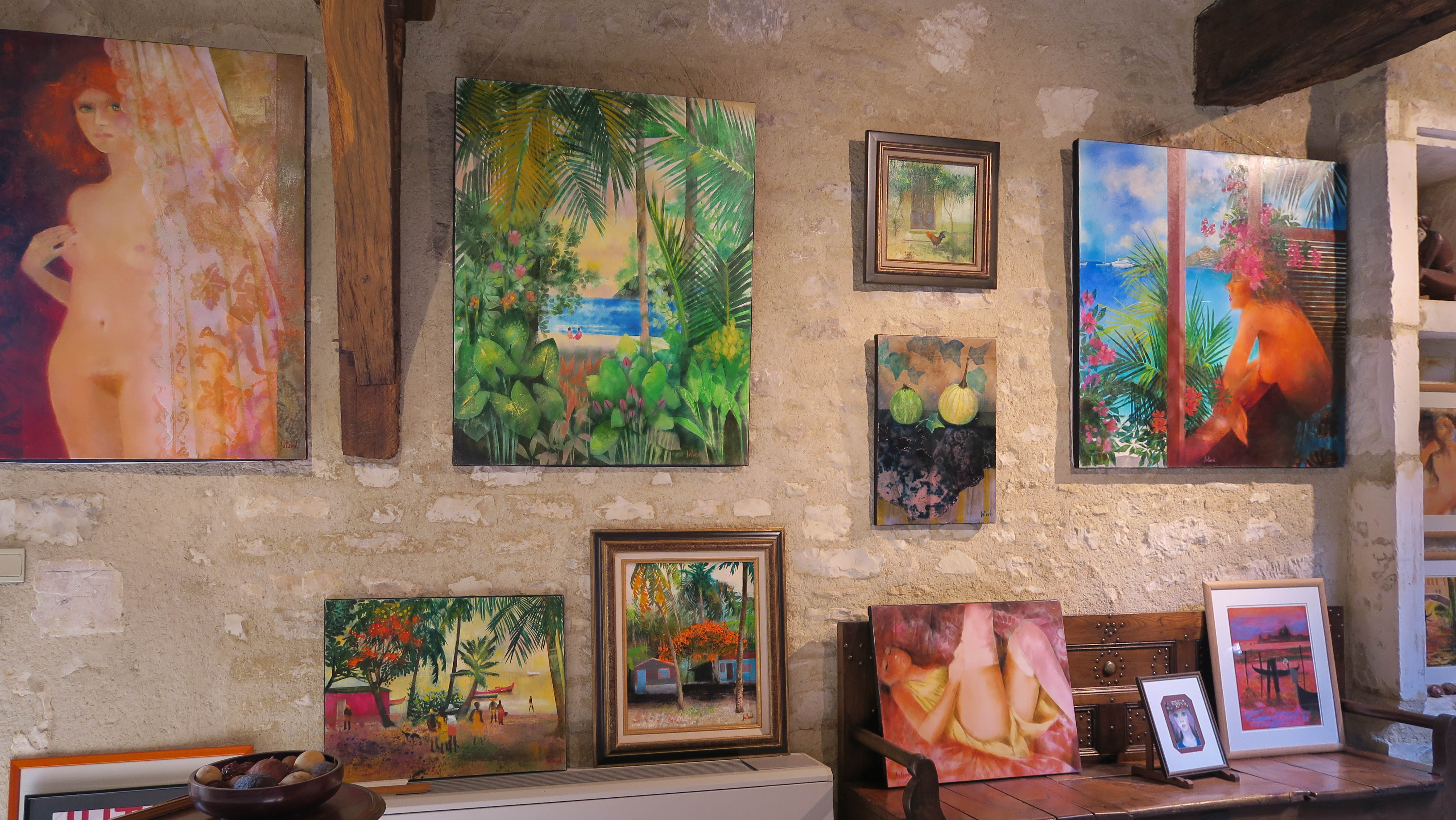
Atelier de Pierre Jutand à Cravant en 2016.

Alors qu'il est installé dans la rue de Lesdiguières à Paris, les premières expositions de Pierre Jutand au Salon d'automne lui valent d'être remarqué par la galerie Morantin-Nouvion où se produit sa première exposition personnelle à Paris en 1962. Peintre paysagiste, Jutand peint sur le motif, souvent avec le peintre Michel Pandel (1929-1978) — la disparition dans un accident de deltaplane de cet ami, récipiendaire du Prix Antral en 1967, sera une grande épreuve affective — qui expose dans la même galerie. Si ses toiles d'alors évoquent ses villégiatures en Bretagne (Douarnenez, Tréboul, la Baie des Trépassés), dans le Massif des Corbières, au Portugal, c'est Michel Pandel qui lui fait découvrir dans l'Yonne son village de Cravant où Pierre Jutand, trouvant là « une qualité de vie et de l'espace » qui le persuadent de s'éloigner de « Paris qu'il adore avec ses boîtes de jazz », s'installe de même en 1966. C'est ainsi à Cravant qu'il épouse en 1967 Josée Château, d'origine guyanaise et rencontrée à Paris. Ils auront trois enfants dont Valérie, championne d'Europe d'haltérophilie, cinquième aux Jeux paralympiques de Sydney en octobre 2000.
Le Salon d'automne de 1971 offre à Pierre Jutand de se rapprocher de la galerie Emmanuel David. Le galeriste écrit : « il y avait une grande toile intitulée À ta santé, Catherinette !, composée de personnages truculents traités d'une touche hardie dans des couleurs tumultueuses. Ce tableau me donna le choc. Pour confirmation, je courus chercher ma femme et mon fils qui, sans être prévenus pourtant, tombèrent en arrêt devant cette toile hors du commun. L'auteur : Jutand. La suite fut rapide : visite au peintre dans l'Yonne et accords d'exclusivité ».
Pierre Jutand a considéré son propre parcours comme celui d'un homme heureux : « J'ai voulu vivre dans l'absolu. Tenter le métier d'artiste pour moi était un rêve, et le rêve s'est réalisé ». Bertrand Duplessis, cependant, s'interroge : « Pierre Jutand, un homme tranquille ? Oui, si on se contente de ne voir qu'un seul côté du miroir, de ne retenir que son abord ouvert et cordial ; non, si l'on pressent ou découvre qu'il est aussi un Janus ». Continuant de peindre jusqu'à ses derniers jours, l'artiste meurt le 21 mars 2019, alors qu'il préparait une exposition-rétrospective de son œuvre à Mers-les-Bains pour septembre 2019.

## Expositions

### Expositions personnelles
- Galerie Morantin-Nouvion, rue de l'Université, Paris, 1962.
- Galerie Carlier, rue de Seine, Paris, 1966.
- Galerie Emmanuel David, Paris, 1971, mai-juin 1973, mai-juin 1976 (Jutand. Les péchés capiteux), avril 1978 (Jutand. Œuvres récentes)[6].
- Galerie Christian Vallé, Clermont-Ferrand, 1975.
- Château de Dizimieu, 1977.
- Galerie Alain Daune, Paris, 1978, mai-juin 1982 (Pierre Jutand. Les miroirs de Vénus).
- Galerie A Pietri, Grenoble, octobre-décembre 1978.
- Galerie de la Tour, château de Bazens, 1979.
- Galerie Sagittaire, Grenoble, 1981.
- Galerie Valloton, Genève, 1982.
- Galerie Schèmes, Lille, juin-juillet 1983.
- Maison de la culture et des loisirs, Metz, mai 1984.
- Galerie Alma-George V, Paris, mars-avril 1984 (Jutand. Huiles et aquarelles), février-mars 1985 (Jutand. Pourvu qu'on ait l'ivresse)[7], octobre 1986, mars 1992.

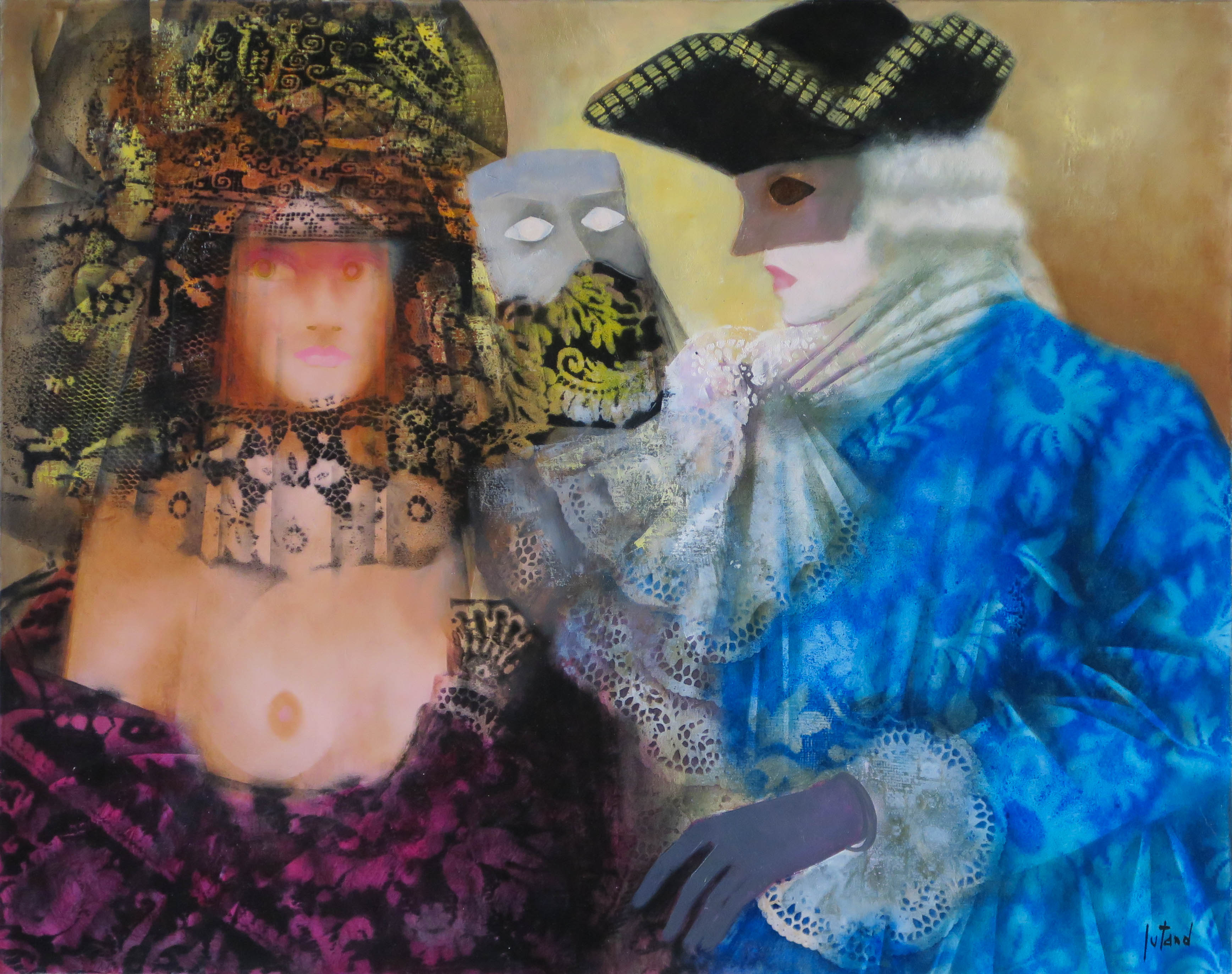
Salut, beau masque ! (1996), huile sur toile,, localisation inconnue.

- Galerie Regency, Luxembourg, 1985.
- Galerie Patrick Héraud, Toulenne, janvier-février 1986.
- Galerie Saint-Hubert, Lyon, mars-avril 1986, avril-mai 1988, septembre-octobre 1996 (Venise en fêtes), mai-juin 1999.
- Galerie Pieter Breughel, Amsterdam, 1986.
- Galerie Drouant et Drouant International, Villefranche-sur-Mer, juillet-août 1986.
- Galerie de la Vieille-Porte, Thionville, mai-juin 1987.
- Galerie Maïté Aubert, Le Havre, octobre-novembre 1987, 1990, 1991.
- Galerie « Au vent des cimes », Grenoble 1988.
- Galerie Lemoigne, Lorient, 1989.
- Galerie Horizons, La Baule, 1989.
- Galerie Harmonies, Tours, novembre 1989.
- Galerie Géricault, Rouen, mars-avril 1991.
- Pierre Jutand. Les fruits de ma passion, galerie de l'Ardec, Cayenne, octobre 1991.
- Dimension Art Center, Taipei, 1991.
- Galerie Nettis, Le Touquet, octobre-novembre 1992.
- Galerie des cygnes, Montréal, 1992.
- Galerie Vent des cimes, Grenoble, octobre 1994.
- Sutton Galeries, New Orleans, 1995.
- Pierre Jutand. Venise en fête, galerie Denise Valtat, rue La Boétie, Paris. 1996[8].
- Galerie d'art de l'estuaire, Le Havre, septembre-octobre 1997 (Jutand, au gré du vent), septembre-octobre 1999[9], 2003.
- Galerie Drouant, Avenue Marceau, Paris, mai-juin 1998 (Pierre Jutand. Qu'importe le flacon…), mai-juillet 2002 (Pierre Jutand. Errances tunisiennes), 2007.
- Galerie Laetitia, Brie-Comte-Robert, avril-mai 2000, septembre-octobre 2003 (Pierre Jutand. Au gré du vent), 2007 (Pierre Jutand. Petits formats).
- Galerie du château, Valençay, 2001.
- Galerie d'art Doublet, Avranches, 2001.
- Pierre Jutand. Lumières de Tunisie, galerie Gaston Gérard, Dijon, juin-juillet 2002[10].
- Galerie Saint-Hubert, Lyon, janvier-février 2003[11], avril-mai 2006, octobre-novembre 2012[12].
- Pierre Jutand. cinquante ans de peinture, Les Abattoirs, Avallon, juillet-septembre 2007[4].
- Espace Jacques-Prévert, Mers-les-Bains, septembre-octobre 2019.
- Pierre Jutand, 1935-2019 - Toute une vie, La Galerie, Cravant (Yonne), juin 2020[13], 2022.

### Expositions collectives
- Salon d'automne, Grand Palais, Paris, à partir de 1961.
- Pierre Jutand, Makoto Masuda, Yoshio Aoyama, Michel Pandel, casino de Cherbourg, juin 1963.
- Salon des peintres témoins de leur temps, Palais Galliera, Paris, à partir de 1972.
- Peintres français contemporains, galerie Paul Vallotton, octobre-novembre 1982.
- Pierre Jutand (peintures) et Ruth Richard (sculptures), galerie Saint-Hubert, Lyon, février-mars 1993.
- Plastica Latina. Salon international du Val d'Or, Meillant, octobre 1995.
- Salon d'art contemporain de Saint-Brisson-sur-Loire, 2000.
- 31e exposition de peinture et sculpture, église de Gometz-le-Châtel, mai 2001, Pierre Jutand et Alexandre Mijatovic (sculpteur), invités d'honneur[14].
- Jutand (peinture) et Serraz (sculpture), galerie d'art Pascal Frémont, Le Havre, mai-juin 2003.
- 25e Salon Art Expo, Ballancourt-sur-Essonne, novembre 2004, Pierre Jutand invité d'honneur.
- Salon Saphir, manège royal de Saint-Germain-en-Laye, mai 2004.
- Culture française - Exposition du département de la culture et de l'art de la région de Kirov, Musée N. Hokhryakov, Kirov (Russie), décembre 2006 - février 2007.
- Pierre Jutand et Jean-Pierre Gonnin (sculpteur), Maison de pays du Coulangeois, Coulanges-la-Vineuse, septembre 2011[15].
- Les peintres passeurs de bonheur. Jean Carzou, Jean Théobald Jacus, Pierre Jutand, Marcel Kervella, Jean Maignan, Zao Wou-Ki…, mairie de Marcillat-en-Combraille, août 2012.
- Les peintres dans le parc, Jussy (Yonne), septembre 2014, Pierre Jutand invité d'honneur[16].
- Atelier de peinture du pays coulangeois, Vincelles (Yonne), mai 2016, Pierre Jutand invité d'honneur.
- Salon d'automne de l'Association des amis des arts de l'Auxerrois, salle des congrès Auxerrexpo, Auxerre, octobre 2016, Pierre Jutand invité d'honneur.
- Jean Lurçat, ses amis, ses élèves. Peintures, lithographies, gravures, tapisseries, céramiques, espace Orlando, Saint-Jean-Lespinasse, juillet-septembre 2018.

## Réception critique
- « Capiteuses, lascives dans leur nis de dentelles et de soies précieuses, mais aussi mystérieuses, intemporelles et pures. Comment la femme peut-elle s'offrir et se refuser dans une même attitude, un même regard ? Par quel secret l'amante triomphe-t-elle de toute la splendide beauté d'un corps sur lequel joue la lumière ou se montre-t-elle pudique ainsi qu'une vierge? Demandez le à Jutand, ce peintre poète à sa manière de l'éternel féminin dont il sait admirablement décrypter les multiples facettes de cette vivante énigme nommée : la Femme. Dans l'ombre d'un miroir, la voici ainsi que Narcisse s'éprenant de sa propre image ; étendue, elle se fait vivante et palpitante architecturetout en grâcieuses courbes ; carnation de bronze parmi les fleurs et les fruits, ellesymbolise toutes les beautés de la Martinique. Puis, la femme n'est plus qu'un visage que mangent d'immenses yeux dont il semble qu'ils nous interrogent… Une peinture répugnant aux empâtements, aux brutales rencontres de couleurs, à l'apologie de la vulgarité. Au contraire de cela, une texture aux transparences d'aquarelles obtenue par successifs glacis, une unité tonale dont la dominante impulse ses complémentaires dans de chaudes harmonies, ou les rouges, mauves et gris-bleus sonnent ainsi qu'un accord de musique. » - Jacques Dubois[7]
- « La sensibilité chromatique de Brianchon musclée par l'enseignement de Marcel Gromaire. » - Gérald Schurr[17]
- « Sa peinture nous convie à la féerie des fêtes galantes. Masques et bergamasques embarquent le spectateur pour Cythère. Le rideau se lève sur le miroir de nos rêves et de nos fantasmes. Des Miroirs de Vénus en passant par Les péchés capiteux, Pierre Jutand théâtralise l'espace pictural, joue sur le découpage des plans, réinvente la perspective. Les couleurs flamboient, les chevelures et les parures des  vêtements scintillent de mille reflets, entre l'éblouissement et l'artifice. » - B. Quentin[8]
- « Les natures mortes de Jutand, situées fréquemment dans des intérieurs ou des serres, vibrent au sein d'un clair-obscur équilibré où, parfois, une présence féminine se décèle. Il y a plus : Pierre Jutand sait, a toujours su inscrire dans ses compositions la trace d'un érotisme qui amalgame un parfum de fleurs du mal et cette vibration érotique que bien des maîtres du XXe siècle figuratif ont, eux aussi, suggérée. Les petits coins de paradis, Pierre Jutand s'entend à les découvrir et à les fixer sur la toile, dans la mouvance de sa palette... L'humour complète cette panoplie du chromatisme qui relie la mascarade, l'architecture, le sens de la fête et y ajoute une note douce amère pour qui veut bien lire une toile à deux niveaux. » - Bertrand Duplessis[4]
- « La peinture de Pierre Jutand présente une sensualité évidente qui parvient à nous faire entrer dans un univers teinté d'érotisme […] Qu'il s'agisse de paysages enchantés, de nus féminins troublants ou de natures mortes chatoyantes, les œuvres de Jutand sont une invitation à des voyages où l'émotion naît autant du sujet que de la couleur […] On découvre, en fouillant un peu plus, une intériorité profonde, une vision presque sacrée de la nature, une approche authentique de la vie. » - Patrice de la Perrière[18]

## Récompenses

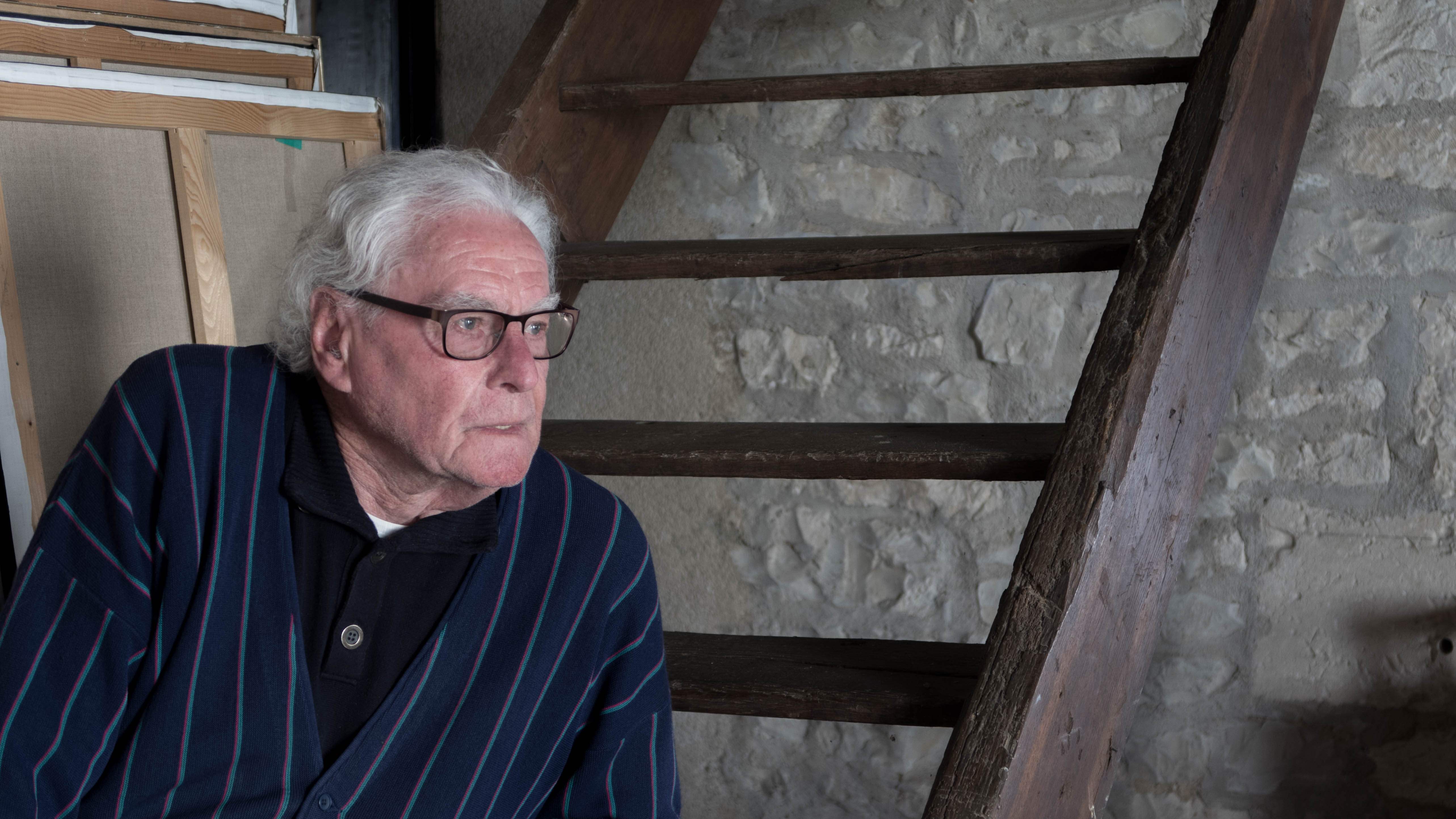
Pierre Jutand en 2016.

- Prix du 16e arrondissement de Paris, 1964.
- Prix de la Ville de Cherbourg, 1968.
- Prix international du Gemmail, 1979.
- Prix Charles-Cottet (décerné par la Société nationale des beaux-arts), 1971.
- Prix art et poésie de Touraine, 1987.
- Prix L'art et l'érotisme, Salon d'automne, 1990, pour la toile Au septième ciel[19].
- Médaille d'argent de la Ville de Paris, 1992.
- Prix de la Ville d'Avon (Seine-et-Marne), 2002.

## Collections publiques

### Allemagne
- Eppelborn, Museum Jean-Lurçat.

### France
- Collioure, musée d'art moderne, Les barques, huile sur toile 25x75cm, 1956[20].
- Fontainebleau, musée d'art figuratif : Une femme et son chien, huile sur toile.
- Ville de Paris[2].

## Collections particulières référencées
- Domaine « Les Demoiselles de Pallus », Chinon (AOC), Cravant-les-Côteaux, Femme à la coiffe ornée de raisins[21].